# Eimbecksches Haus

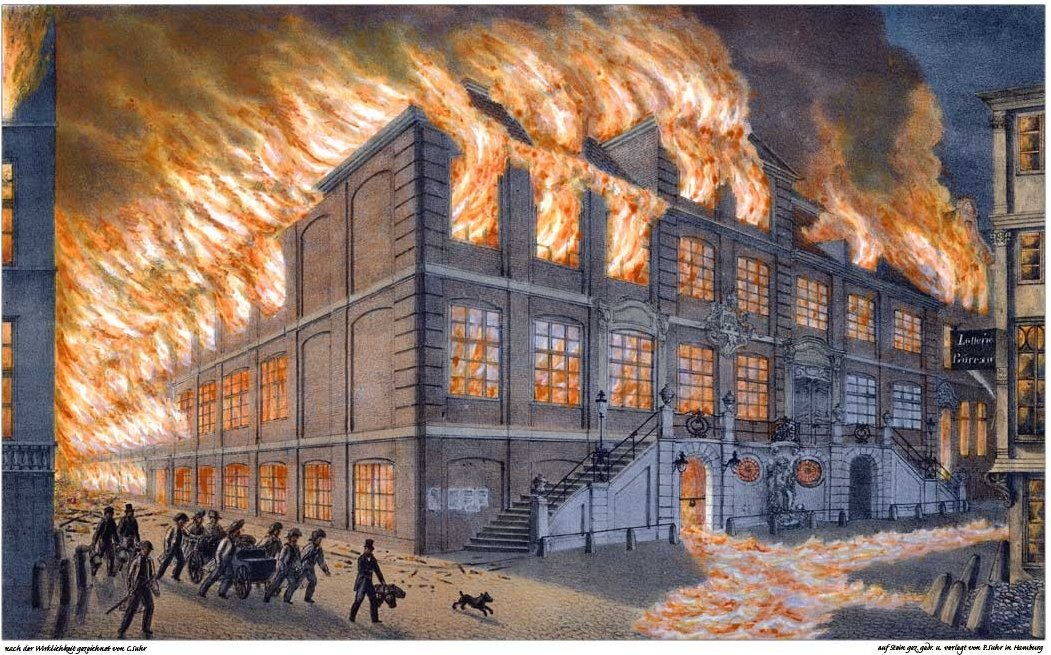
Das Eimbecksche Haus beim Brand 1842. (Treppeneingang lag zum Dornbusch)

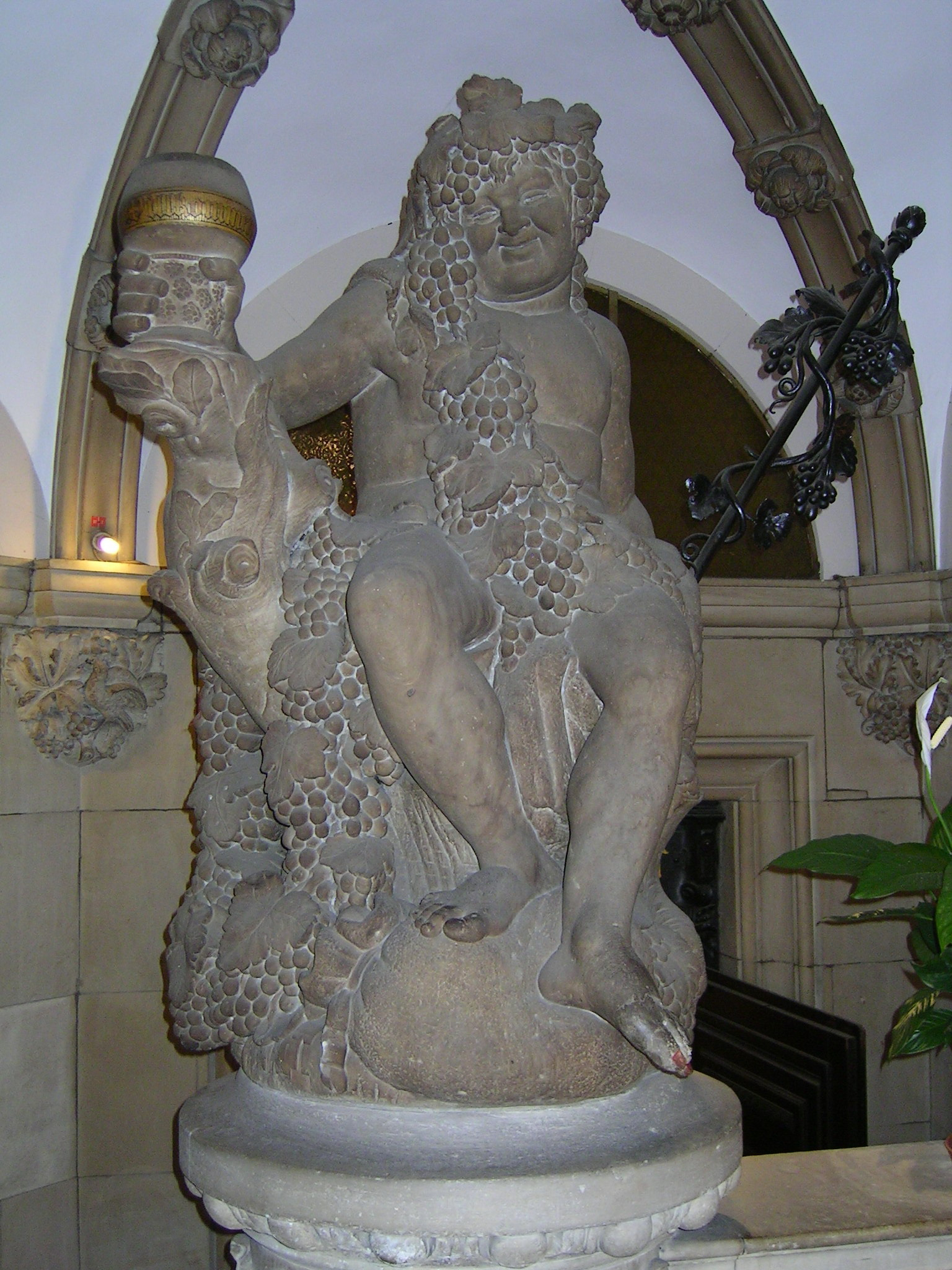
Der gerettete spätbarocke Bacchus des Bildhauers Johann Wilhelm Manstadt (1770) im heutigen Rathaus

Das Eimbecksche Haus (auch Eimbeck’sches Haus geschrieben) war ein steinernes Gebäude in Hamburg. Seinen Ursprung hatte es als drittes, im 13. Jahrhundert entstandenes Hamburger Rathaus, dessen Reste als Ratskeller und Weinlager diente und über dem später weitere Bauten errichtet wurden, die neben unterschiedlichster Verwendung auch dem Ausschank von Bier dienten.
Es stand an der Ecke Kleine Johannisstraße und Dornbusch in der Altstadt.
Nach der 1216 vereinbarten Vereinigung der bischöflichen Altstadt (Hamburgs alter Kern um Dom und Petrikirche) mit der gräflichen Neustadt (von den Schauenburger Grafen im 12. Jahrhundert in der Gegend von St. Nikolai angelegt) wurde ein neues gemeinsames Rathaus erbaut.
Es bestand aus einem schmalen Giebelhaus mit einem Grundriss von 26 mal 18 Metern. Es enthielt eine Halle, in der sich der Rat versammelte und die über einen Laubengang zu erreichen war. Aus der Laube wurden öffentliche Ankündigungen, wie die Bursprake, verlesen. Der Keller ragte über das Bodenniveau hinaus und wurde bereits 1270 als Ratsweinkeller erwähnt.
Bei einem 1284 wütenden Stadtbrand wurde das Haus stark beschädigt; nur das Kellergewölbe blieb erhalten. Nach diesem Brand wurde am Neß bei der Trostbrücke ein neues Rathausgebäude errichtet.
Über dem „Keller“, seit 1293 auch als Weinhaus (domus vini) benannt, entstand spätestens im 14. Jahrhundert ein Neubau, das hove oder hoge Huus. Bis zum 18. Jahrhundert hatte sich das Gebäude zu einer Verbindung eng an und ineinander gebauter Häuser fortentwickelt. Darunter der dreigeschossige Rathsweinkeller mit kleiner und großer Trinkstube, einem großen Saal und ein höheres Hauptgebäude mit dem Herrensaal, sowie das östlich daran angebaute Gebäude der städtischen Münze. Das sanierungsbedürftige Gebäude wurde schließlich durch den städtischen Bauhof 1769–1771 (Bauhofleitung: Johannes Kopp) neu aufgebaut und zuletzt nach der französischen Besatzung renoviert und neu aufgeteilt.
Das ganze Haus erhielt seinen Namen nach dem Einbecker Bier, da es der einzige konzessionierte Ausschank in der Stadt war und zugleich als Umschlagslager diente. Hamburg war im Spätmittelalter mit unzähligen Brauereien als Brauhaus der Hanse selbst Exporteur von Bier. Die Monopolstellung des Eimbeckschen Hauses, das wohl auch auf Rheinwein und Braunschweiger Mumme bestand, endete jedoch nach der Reformation durch Beschluss im Jahr 1531.
Die Nutzung des Gebäudes mit seinen verschiedenen Räumen und Sälen blieb über die Jahrhunderte vielfältig. Bürgerversammlungen und Festlichkeiten, unter anderem die Petri- und Matthiae-Mahlzeiten wurden dort abgehalten, Auktionen fanden statt und ein Pfandhaus wurde eingerichtet. 1570 wurden Rüstungen darin aufbewahrt. 1614 dienten die Räume der alten Accise über dem Keller als Einzahlungs- und Ziehungsort der ersten staatlichen Lotterie in einem deutschen Land, bei der erstmals auch Geldpreise verlost wurden.
1668 wurde – erstmals in Hamburg – im Eimbeckschen Haus auch Kaffee ausgeschenkt. 1686 wurde der Bürgermeister Johann Slüter im Zuge von Auseinandersetzungen während einer dänischen Belagerung hier inhaftiert und verstarb hier auch. Im Neubau von 1771 bezog die Patriotische Gesellschaft ein Zimmer und veranstaltete im großen Saal des Ratskellers die erste Ausstellung von Kunstwerken, Arbeiten und nützlichen Erfindungen in Hamburg.
Nach 1814 waren noch Niedergericht, Handelsgericht, Zoll- und Akzisebüros und ein Lotteriesaal hier untergebracht. Das anatomische Theater, das schon vor 1770 im alten Gebäude bestand, wurde wieder eingerichtet. Ein erstes Büro bezog die Hamburger Sparcasse von 1827 im Eimbeckschen Haus. Im Winter trafen sich im Ratsweinkeller des Hauses sonnabends die Mitglieder des Hamburger Künstlervereins von 1832.
Am Abend des 6. Mai 1842 wurde das Haus vom Feuer erfasst. Die Ruinen und der halb eingestürzte Keller wurden abgerissen. Für die Neubebauung wurde der Dornbusch etwas vergrößert und die Lage der Kleinen Johannisstraße etwas verändert.

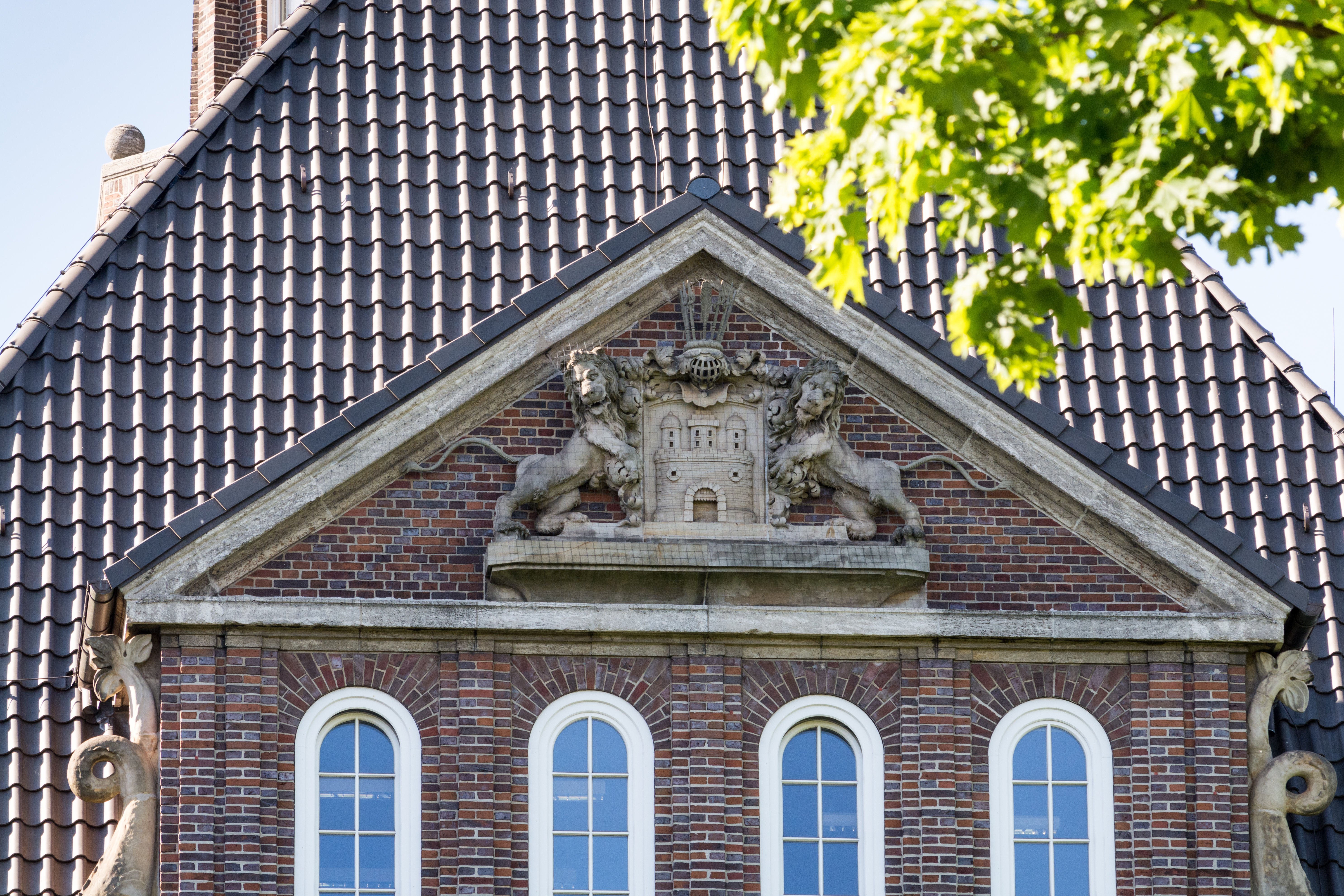
Das Landeswappen jetzt am MHG

Von der Ruine wurden vor dem Abriss ein großes Hamburger Wappen, das oberhalb der Doppeltreppe am Dornbusch angebracht war, und eine Bacchus-Statue, die sich in einer Nische unterhalb der Treppe neben dem Eingang zum Ratsweinkeller befand, abgenommen. Beide waren auf Rechnung des Ratsweinkellers von dem aus Schweden stammenden Bildhauer Johann Wilhelm Manstadt (1722–1788) aus, vom Bauhof gestellten, pirnaischem Sandstein und 1770 angebracht worden. Die Bacchus-Figur wurde beim Neubau des heutigen Rathauses wieder oberhalb des Treppenabgangs zum dortigen Ratsweinkeller aufgestellt. Das Landeswappen wurde am Südgiebel des Museums für Hamburgische Geschichte angebracht.